# Xã Bloomington, Quận Buchanan, Missouri
Xã Bloomington (tiếng Anh: Bloomington Township) là một xã thuộc quận Buchanan, tiểu bang Missouri, Hoa Kỳ. Năm 2010, dân số của xã này là 674 người.